# Scrapter eremanthedon
Scrapter eremanthedon är en biart som beskrevs av Davies 2005. Scrapter eremanthedon ingår i släktet Scrapter och familjen korttungebin. Inga underarter finns listade i Catalogue of Life.